# Kerem Tunçeri
Kerem Tunçeri (* 14. April 1979 in Istanbul), oft auch kurz „Keko“ genannt, ist ein ehemaliger türkischer Basketballspieler. Seine Position war die des Point Guards.

## Karriere
Kerem Tunçeri begann seine Laufbahn in der Jugend von Galatasaray Café Crown, bei denen er schließlich 1996, mit nur 17 Jahren, in den ersten Kader übernommen wurde. Seinen ersten Erfolg feierte er im Jahre 2000, als er den Türkischen Präsidentencup gewinnen konnte. Ende dieser Saison wechselte der Point Guard zu Efes Pilsen Istanbul, mit denen von der Saison 2001/02 bis 2003/04 drei Meisterschaften erringen konnte, zudem holte er 2001 und 2002 jeweils den türkischen Pokal. 2004 wechselte Tunçeri zu Ülker Istanbul, mit denen er in seiner einzigen Saison erneut den Pokal erringen konnte. 2005/06 wurde er in den Diensten von Beşiktaş Cola Turka zum Spieler des Jahres ernannt. Im Sommer 2006 schließlich wechselte er nach Spanien, zu Real Madrid, und holte bereits in seiner ersten Saison die Spanische Meisterschaft und den ULEB Cup. 2008 wechselte er zu Triumph Ljuberzy in die russische Superleague, kehrte aber bereits Anfang 2009 zu Efes Pilsen zurück. Nach der Saison 2012/2013 wechselte er zu Türk Telekom nach Ankara. Nach einem Jahr in Ankara kehrte er zu Beşiktas zurück, wo er ebenfalls ein Jahr lang blieb. Nach einer Saison beim Acıbadem Üniversitesi SK beendete Tunçeri 2016 seine Karriere.

## Nationalmannschaft
Kerem Tunçeri nahm mit der Nationalmannschaft an den Basketball-Europameisterschaften 1999, 2001, 2003, 2005, 2009 und 2011, sowie der Basketball-Weltmeisterschaft 2002, der Basketball-Weltmeisterschaft 2010 und der Basketball-Weltmeisterschaft 2014 teil. Sein größter Erfolg war neben dem Gewinn der Silbermedaille bei der Basketball-Europameisterschaft 2001 im eigenen Land, der Gewinn der Silbermedaille bei der Basketball-Weltmeisterschaft 2010 gegen die USA ebenfalls im eigenen Land.

## Erfolge
- 3 Türkische Meisterschaften: 2001/02, 2002/03 und 2003/04 mit Efes Pilsen Istanbul
- 3 Türkische Pokale: 2001 und 2002 mit Efes Pilsen Istanbul und 2005 mit Ülker Istanbul
- Bester Spieler der Türkiye Basketbol Ligi: 2005/06
- 1 Spanische Meisterschaften 2006/07 mit Real Madrid
- 1 ULEB Cup: 2007 mit Real Madrid
- 1 WM-Zweiter

## Trivia
Sein älterer Bruder Kemal Tunçeri war ebenfalls Basketballprofi in der Türkei.